# Cantone di Saint-Agrève
Il Cantone di Saint-Agrève era un cantone francese dell'arrondissement di Tournon-sur-Rhône.
A seguito della riforma approvata con decreto del 13 febbraio 2014, che ha avuto attuazione dopo le elezioni dipartimentali del 2015, è stato soppresso.

## Composizione
Comprendeva i comuni di:
- Devesset
- Labatie-d'Andaure
- Mars
- Rochepaule
- Saint-Agrève
- Saint-André-en-Vivarais
- Saint-Jeure-d'Andaure